# 德语姓名译名手册
《德语姓名译名手册》 是1999年新华社译名室编商务印书馆发行的翻译参考书。全书共收罗德国、奥地利、瑞士、卢森堡、匈牙利、罗马尼亚等操德语国家的德语姓名、教名的汉译约6万条，按拉丁字母顺序排列。《德语姓名译名手册》和《英语姓名译名手册》是姐妹篇。

## 约定俗成
约定俗成是《德语姓名译名手册》遵循的原则之一。著名人士有专用的译名，不用全名。
- 例如“勃拉姆斯”专指德国作曲家“Johannes Brahms”，手册不译为“约翰内斯·勃拉姆斯”[1]。一般“Brahms”译作“布拉姆斯”，用全名xxx·布拉姆斯，不得翻译为“xxx·勃拉姆斯”。

- Moltke 一般翻译为莫尔特克，但德国总参谋长H.L.J.von Moltke，手册则翻译为毛奇。

- Riemann 一般翻译为里曼；而黎曼专指德国数学家Bernhard Riemann，不翻译为“伯恩哈德·里曼”或“伯恩哈德·黎曼”。

## 男女有别
尽可能用女性化的字翻译德语女性姓名，例如：Martina 马丁娜（女），马丁纳（男）。
如果没有女性化的字，则男女通用同一汉译。

## 注解
1. ↑  《德语姓名译名手册》 Brahms 条， 第64页